# Stedesdorf
Stedesdorf è un comune di 1.641 abitanti della Bassa Sassonia, in Germania.
Appartiene al circondario (Landkreis) di Wittmund (targa WTM) ed è parte della comunità amministrativa (Samtgemeinde) di Esens.